# Seo-gu (Busan)
Seo-gu es un distrito en el suroeste de Busan, Corea del Sur.

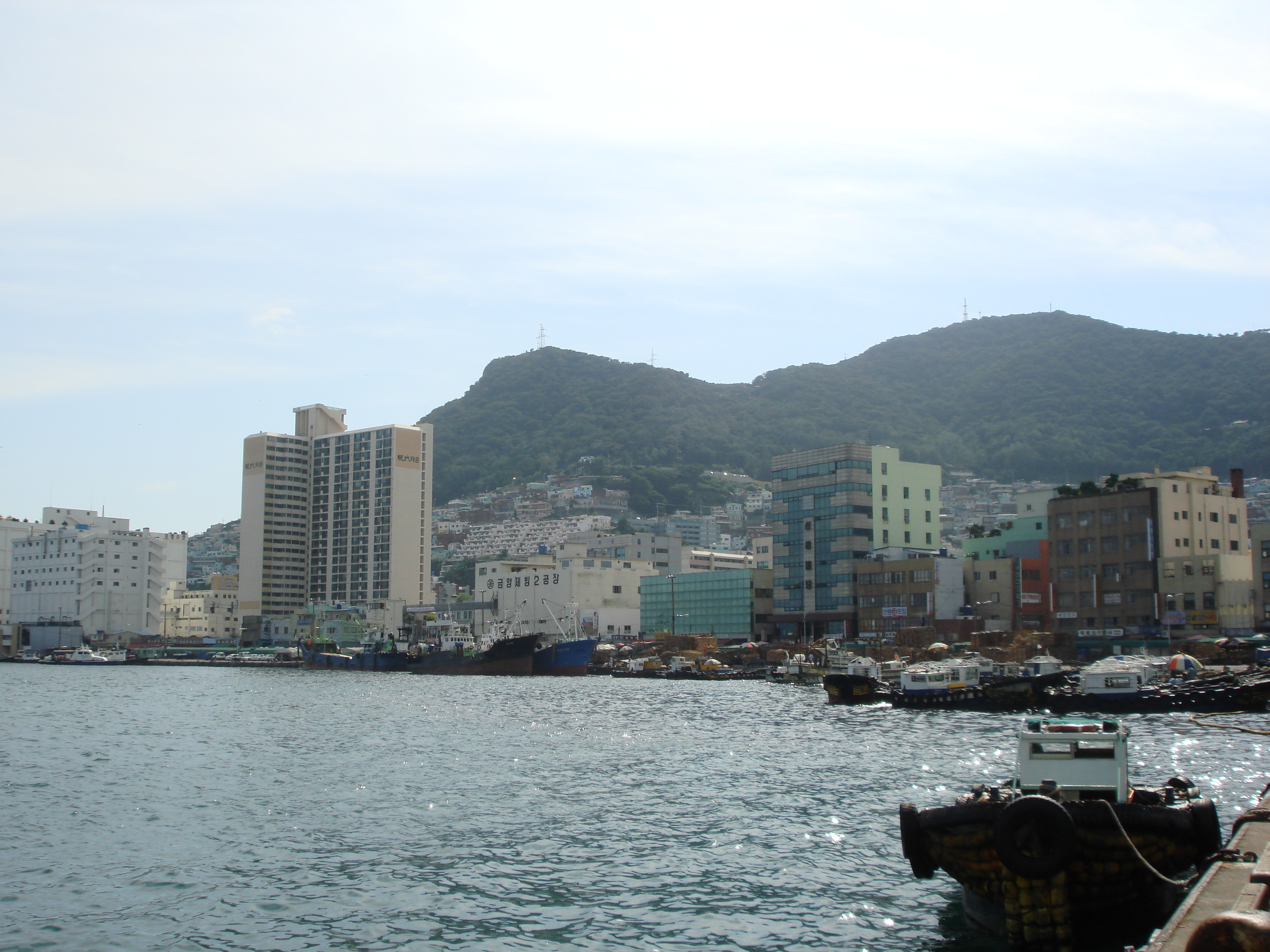
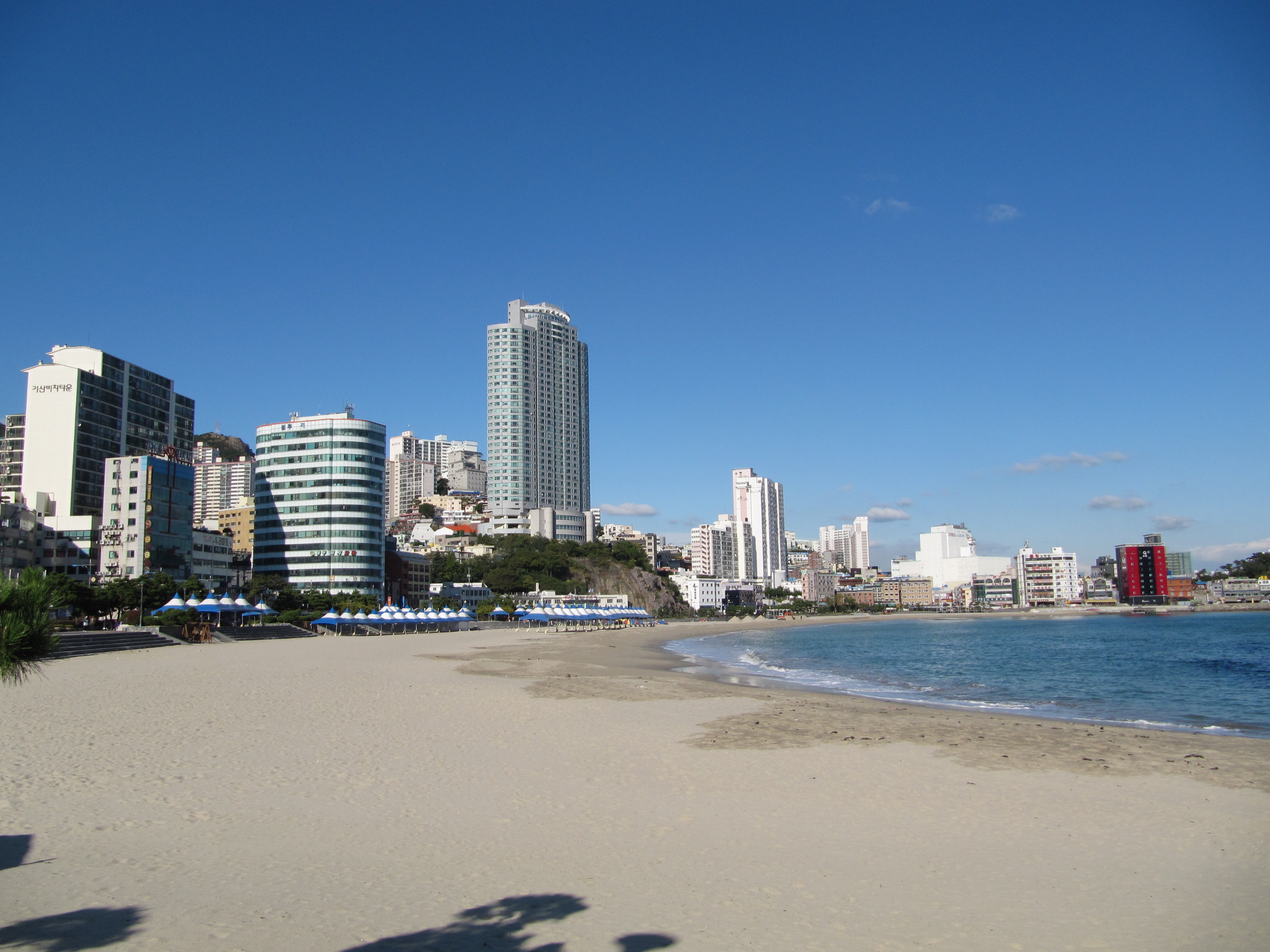
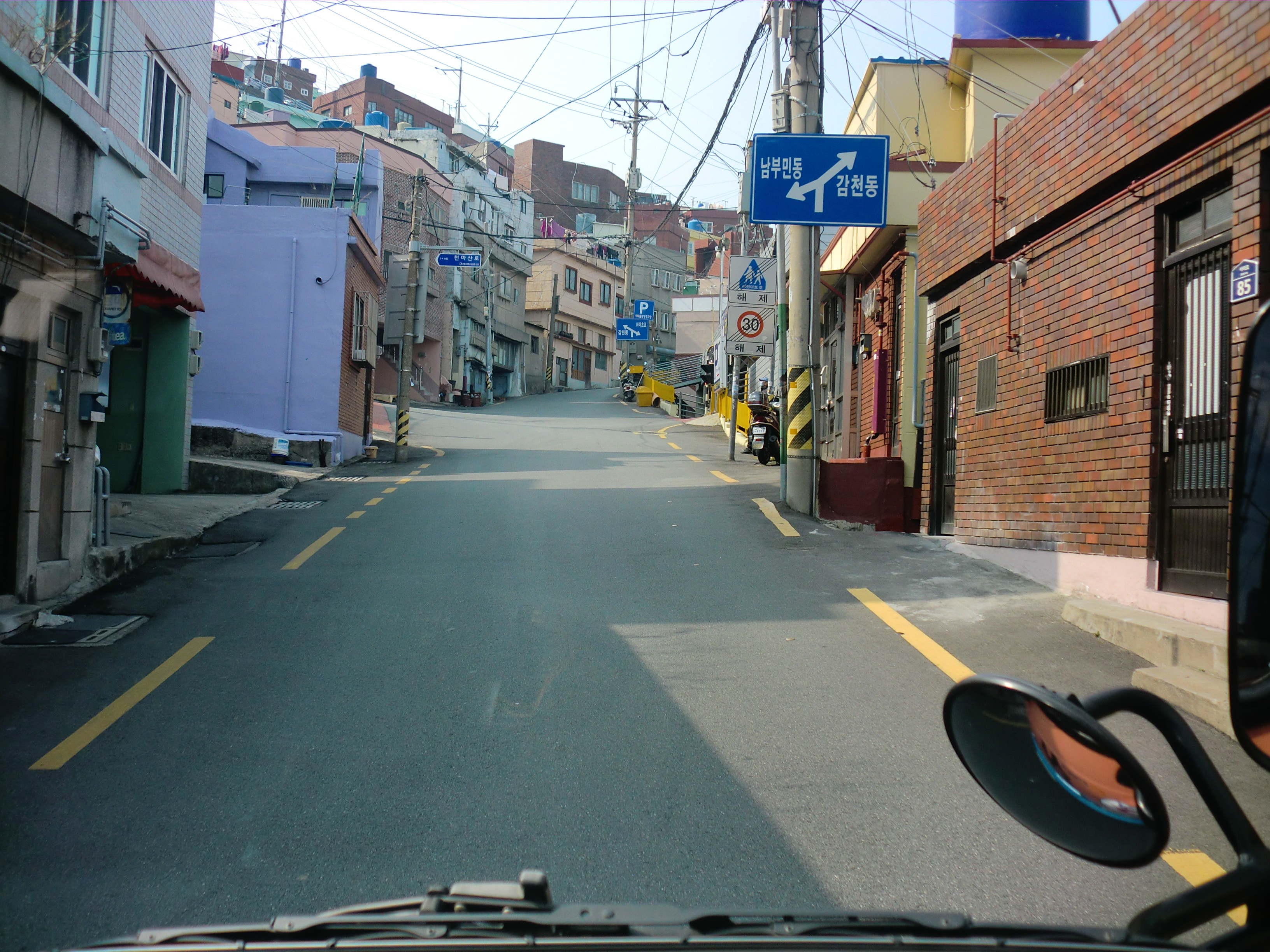

## Divisiones administrativas

- Dongdaesin-dong
- Seodaesin-dong
- Bumin-dong
- Ami-dong
- Chojang-dong
- Chungmu-dong
- Nambumin-dong
- Amnam-dong